# Trichophthalma barbarossa
Trichophthalma barbarossa är en tvåvingeart som först beskrevs av Jacques-Marie-Frangile Bigot 1857.  Trichophthalma barbarossa ingår i släktet Trichophthalma och familjen Nemestrinidae. Inga underarter finns listade i Catalogue of Life.